# Alexander Funk
Alexander Funk (Bad Neuenahr-Ahrweiler, 9 de noviembre de 1990) es un deportista alemán que compitió en piragüismo en la modalidad de eslalon. Ganó una medalla de bronce en el Campeonato Europeo de Piragüismo en Eslalon, en la prueba de C2 por equipos.

## Palmarés internacional
| Campeonato Europeo | Campeonato Europeo | Campeonato Europeo | Campeonato Europeo |
| Año                | Lugar              | Medalla            | Competición        |
| ------------------ | ------------------ | ------------------ | ------------------ |
| 2013               | Cracovia (Polonia) | Medalla de bronce  | C2 por equipos     |